# Yeşilköy

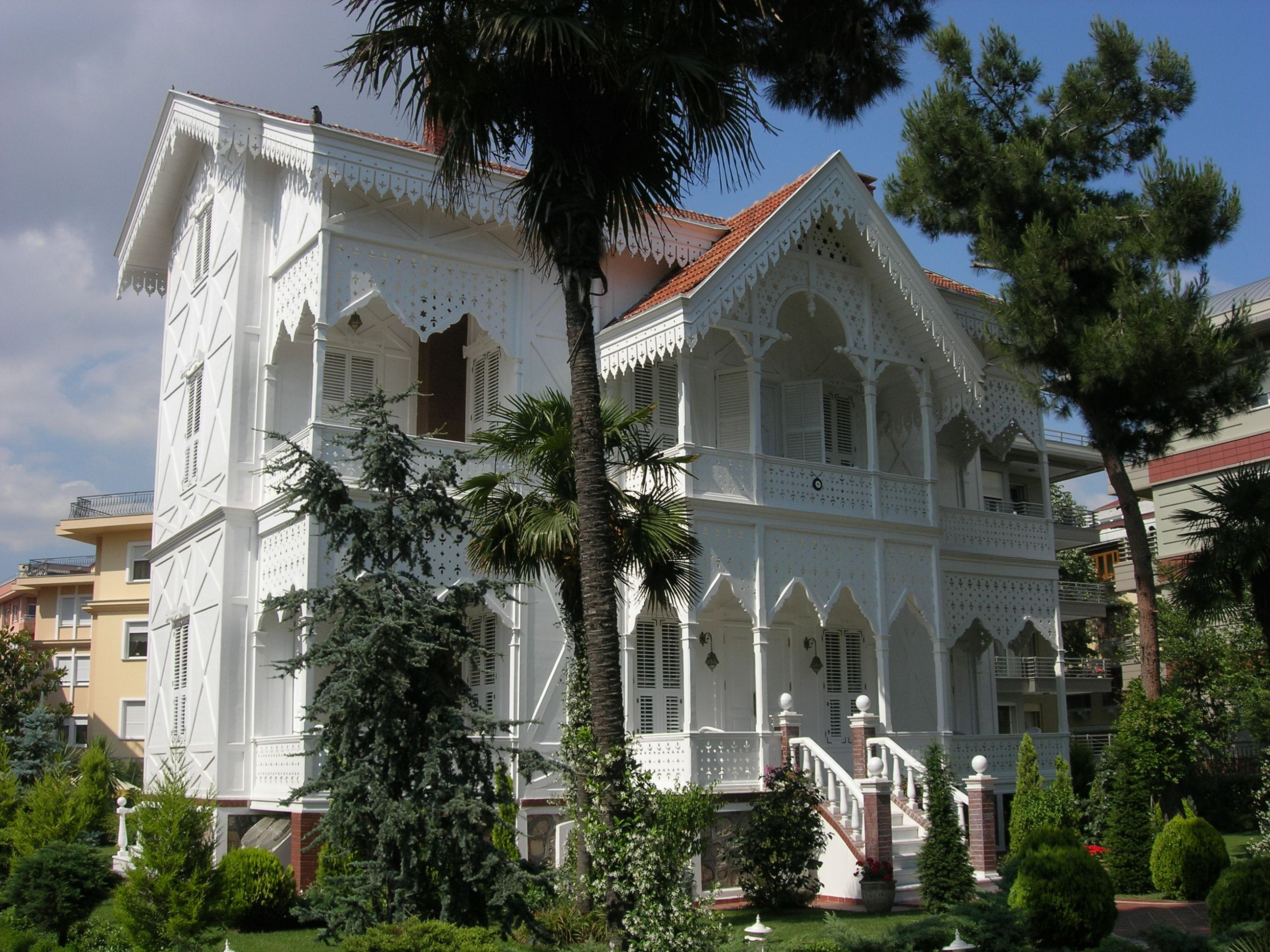
Der Frieden von San Stefano wurde in dieser Villa der Familie Simeonoglou unterzeichnet

Yeşilköy (türkisch Gründorf) ist ein Ortsteil von Bakırköy im Großraum Istanbul.
Er liegt etwa elf Kilometer westlich der Altstadt Istanbuls an der Küste des Marmarameeres. Vor der Bevölkerungsexplosion Istanbuls in den 1970er Jahren war Yeşilköy ein Dorf und kleiner Kurort.

## Geschichte
Yeşilköy hieß bis 1926 San Stefano, aus dem Griechischen: Άγιος Στέφανος (ausgesprochen Ayos Stefanos, dt. St. Stephanus), assimiliert ins Türkische als Ayastefanos, auf Bulgarisch Сан Стефано.
Im Jahr 1203 erreichte eine katholische Armee auf dem Vierten Kreuzzug die Küste von San Stefano, ein Jahr später wurde das orthodoxe Konstantinopel erobert und Ayos Stefanos wurde Teil des Lateinischen Kaiserreiches.
Während des Krimkrieges von 1853–1856 waren dort französische Kräfte stationiert. Sie errichteten einen noch heute vorhandenen Leuchtturm am Hafen. Dort ist der Ort, wo die Russen ihren Vormarsch während des Russisch-Türkischen Krieges (1877–1878) stoppten und anschließend am 3. März 1878 den San-Stefano-Vertrag unterzeichneten.
Im Jahr 1912, während des Balkankrieges, erkrankten Tausende von osmanischen Soldaten an der Cholera und man brachte sie nach San Stefano. Über 3.000 von ihnen starben und wurden in der Nähe des Ortes begraben. Zu Beginn des 20. Jahrhunderts hatte der Ort eine überwiegend christliche Bevölkerung aus Griechen und Armeniern. Das Dorf erhielt seinen heutigen Namen Yeşilköy (Grünes Dorf) in den ersten Jahren nach Gründung der Türkischen Republik.
In Yeşilköy befindet sich heute der Flughafen Istanbul-Atatürk. Schon 1913 war dort das Parseval-Luftschiff PL 9 stationiert. Während des Ersten Weltkrieges befand sich dort eine militärische Bildungseinrichtung zur Qualifizierung und praktischen Anleitung von Angehörigen der osmanischen Armee für den Bereich des militärischen Flugbetriebes. Die Mehrzahl der dort eingesetzten Lehrkräfte waren deutsche Offiziere.
Unter seinem alten Namen ist der Ort seit 2006 Namensgeber für den San Stefano Peak, den höchsten Berg auf Rugged Island in der Antarktis.

## Bildergalerie

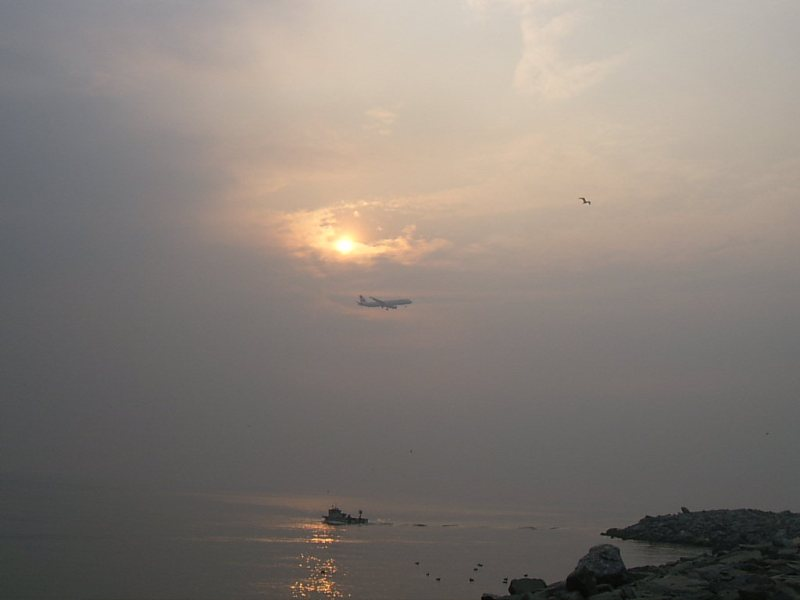
Blick über das Marmarameer aus Yeşilköy
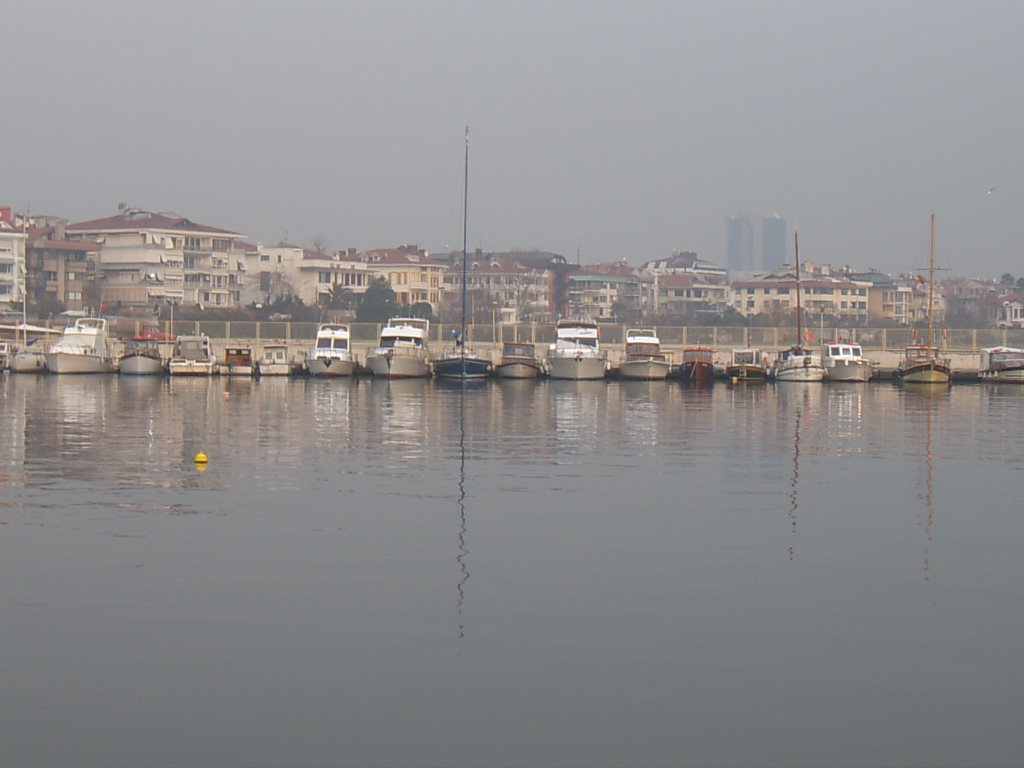
Yeşilköyer Yachtclub
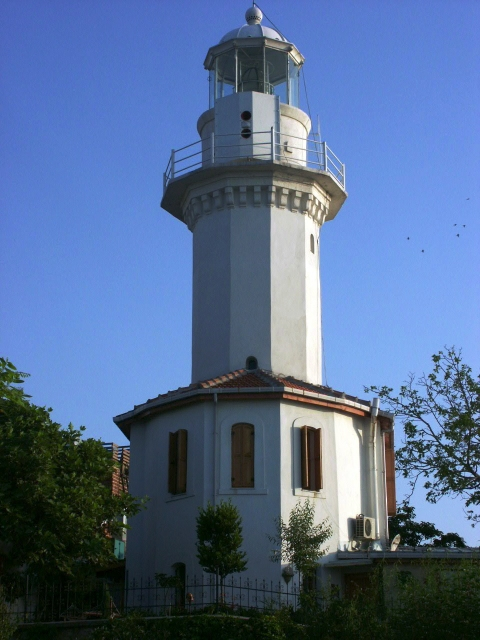
Alter Leuchtturm
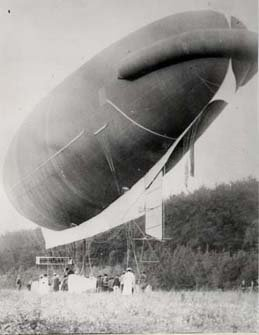
Flughafen Yeşilköy 1911